# Groß Sankt Florian
Groß Sankt Florian  är en ort och kommun i Österrike. Den ligger i distriktet Deutschlandsberg i förbundslandet Steiermark, 170 kilometer sydväst om huvudstaden Wien.
Den nuvarande kommunen bildades 2015 vid en kommunreform i Steiermark genom en sammanslagning av kommunerna Groß Sankt Florian och Unterbergla.
Den består av 16 orter (Ortschaften) (inom parentes invånarantal 1 januari 2024):

- Groß Sankt Florian (955)
- Grub bei Groß Sankt Florian (155)
- Grünau an der Laßnitz (178)
- Gussendorf (327)
- Hasreith (116)
- Kraubath in der Weststeiermark (206)
- Krottendorf an der Laßnitz (214)
- Lebing (184)
- Michlgleinz (252)
- Mönichgleinz (46)
- Nassau (139)
- Petzelsdorf in der Weststeiermark (375)
- Sulzhof (242)
- Tanzelsdorf (252)
- Unterbergla (264)
- Vochera an der Laßnitz (190)